# Пісоцький Анатолій Андрійович
Анато́лій Андрі́йович Пісо́цький (псевдонім — Андрій Річи́цький) (1893 — розстріляний 25 квітня 1934) — український політик, член Української Центральної Ради, 2-й міністр внутрішніх справ Директорії УНР. Один із організаторів Української Комуністичної Партії (УКП). Літературознавець, журналіст, вчений. Жертва сталінського терору. Кандидат у члени ЦК КП(б)У в листопаді 1927 — листопаді 1933 р.

## Біографія
Народився на Катеринославщині у 1893 р. в родині заможного селянина. Навчався у Петровській сільськогосподарській академії (згодом — Тимірязєвська) у Москві, але не закінчив останнього, 4-го курсу. У перші дні Лютневої революції 1917 р. у Петрограді вступив до місцевої організації УСДРП. У липні того ж року як делегат приїхав до Києва на І Всеукраїнський робітничий з'їзд, під час якого був обраний до Всеукраїнської ради робітничих депутатів і кооптований до складу Української Центральної Ради. Входив до Малої Ради від фракції УСДРП. Був членом української делегації на З'їзді поневолених народів Росії у Києві, секретарем президії з'їзду. На IV з'їзді УСДРП (30 вересня — 5 жовтня 1917 р.) обраний до ЦК партії.
25 жовтня 1917 р. під час закритого засідання Малої Ради разом із київськими революційними організаціями обраний до складу Крайового комітету охорони революції в Україні. Як представник УСДРП 16 листопада 1917 р. увійшов до складу комісії законодавчих внесень Української Центральної Ради. Репрезентував українську соціал-демократію на З'їзді рад робітничих, селянських і солдатських депутатів України (4 грудня–6 грудня 1917 р.) та був обраний до складу президії цього зібрання.
Після гетьманського перевороту 1918 року залишався на партійній роботі, входив до складу Українського національного союзу. Під час протигетьманського повстання 1918 входив до складу Українського революційного комітету.
Від січня 1919 р. — один з ідеологів «незалежників» та організаторів Української Комуністичної Партії («укапістів»), яка діяла незалежно як від українських есдеків, так і російських комуністів. У 1919—1920 роках — редактор партійного органу «незалежників» часопису «Червоний прапор». Один з ідеологів та співавтор (разом з Михайлом Ткаченком) партійної програми Української комуністичної партії, член ЦК УКП. Обирався до ВУЦВК кількох скликань.
У 1923—1924 роках очолював статистичний відділ Українбанку. Після постанови Комуністичного Інтернаціоналу про розпуск УКП (24 грудня 1924) разом з іншими членами ЦК УКП приєднався до КП(б)У. Був однодумцем Миколи Скрипника і, головно, інтерпретатором його теорії й політики українізації; разом з ним був противником «шумськізму» і гостро критикував Михайла Волобуєва, Михайла Грушевського, Миколу Хвильового.
Із 1925 року працював завідувачем сектору соціально-економічної літератури Державного видавництва України. У 1928—1930 роках — головний редактор — заступник голови правління Державного видавництва України (ДВУ). З 1930 року — голова правління Державного видавництва України (ДВУ).
Також із січня 1929 року — член Колегії Народного комісаріату освіти Української СРР. Одночасно — член кафедри національного питання ВУАМЛІН, професор Українського інституту марксизму-ленінізму, науковий співробітник Інституту Тараса Шевченка, член редколегії часопису «Більшовик України».
Виступав як марксистський публіцист, зокрема, 1924 в часописі «Червоний шлях» надрукував розвідку «Як Грушевський “виправляє” Енгельса» із критикою праці Михайла Грушевського «Початки громадянства (генетична соціологія)» (1921). Був одним із критиків праці Волобуєва «До проблеми української економіки», створюючи цьому дослідженню імідж «економічної платформи українського націоналізму». Був призначений членом комісії політбюро ЦК КП(б)У з редагування українського перекладу творів Леніна. Спільно з Щербаненком редагував перший український переклад 1-го тому Марксового «Капіталу» (вийшов 1927 року).
1 березня 1930 року на засіданні Комісії у справі видання «Української радянської енциклопедії» (УРЕ) Річицький був затверджений членом загальної редакції колегії енциклопедії; 7 вересня 1930 року постановою секретаріату ЦК КП(б)У — заступником головного редактора УРЕ.
Тимчасова комісія ЦК КП(б)У з питань виборів дійсних членів ВУАН під головуванням Панаса Любченка 15 лютого 1933 року затвердила Річицького кандидатом в академіки ВУАН по кафедрі «пожовтневої літератури».
У 1932—1933 роках брав активну участь в проведенні хлібозаготівель, майже 8 місяців провів на хлібозаготівельній роботі в Арбузинському районі Одеської області.
17 червня 1933 року ухвалою ЦК КП(б)У йому було оголошено сувору догану з попередженням і знято з роботи в УРЕ. 9 серпня 1933 року секретаріат ЦК КП(б)У усунув Річицького від обов'язків члена редколегії часопису «Більшовик України», а 8 вересня 1933 року він був заарештований Державним політичним управлінням (ДПУ) УСРР за обвинуваченням у приналежності до «Української військової організації», «активній провокаторській контрреволюційній роботі, спрямованій на повалення Радянської влади на Україні».
27 березня 1934 року в селі Арбузинці Одеської області відбулося виїзне засідання Надзвичайної сесії Верховного суду УСРР. Судили 7-х осіб на чолі з Річицьким. Головного обвинуваченого засудили до смерті, решта відбулися порівняно невеликими термінами ув'язнення в таборах. 28 березня Річицький апелював до Президії ВУЦВК щодо помилування. Але Президія ВУЦВК апеляцію відхилила.
Страчений о 21-й годині 25 квітня 1934 в селі Баштанка Одеської (тепер — Миколаївської) області. Реабілітований 24 січня 1990 р. Прокуратурою УРСР.

## Образ в художній літературі
Андрію Річицькому як головному героєві присвячена одна з перших п'єс про Голодомор 1932-33 років в українській драматургії - драма в чотирьох діях Василя Чапленка "Чий злочин?" (Буенос-Айрес, 1952). Герой драми Андрій Річицький, слухняне знаряддя в руках партії під час хлібозаготівель, у розпал голоду заарештований і відвезений для показового суду в село, де він проводив розкуркулення і викачку хліба (Баштанку). Дія п'єси відбувається в 1929-33 роках. Наприкінці драми герой прозріває: "Партія моїми руками загрібала жар, а тепер змиває моєю кров"ю свій злочин. (Гірко) Чи це, може, мій злочин? Якщо й мій, так не проти радянської влади... Ні, це злочин проти мого народу, виконаний з доручення найбільшого його ворога". https://diasporiana.org.ua/drama/chaplenko-v-chyj-zlochyn/

## Твори
- «Наш спір», 1921 (збірка статей з «Червоного прапора» 1920 р.)
- «Тарас Шевченко в світлі епохи», 1923
- «Винниченко в літературі й політиці», 1930
- «Центральна Рада від лютого до жовтня», 1928
- «Основи українознавства», 1929
- «Національне питання доби наступу соціалізму», 1931

## Видання творів
- Анд. Річицький. Наш спір. — «Червоний прапор», 1921. — 51 стор.
- Анд. Річицький. Тарас Шевченко в світлі епохи. — Харків—Берлін—Нью-Йорк: «Космос», 1923. — 196 стор.
- Анд. Річицький. Як Грушевський «виправляє» Енґельса // «Червоний шлях». — 1924. — №3. — Стор. 183–190.
- Андр. Річицький. Тарас Шевченко в світлі епохи (публіцистична розвідка). — Харків: Державне видавництво України, 1925. — 228 стор.
- Анд. Річицький. Центральна Рада від лютого до жовтня. — Харків: Державне видавництво України, 1928. — 62 стор.
- А. Річицький. Володимир Винниченко в літературі й політиці. — Харків: Державне видавництво України, 1928. — 78 стор.
- А. Річицький. Володимир Винниченко в літературі й політиці. — Харків: Державне видавництво України, 1930. — 96 стор.
- А. Річицький. Національне питання доби наступу соціалізму в світлі постанов XVI зЧзду ВКП(б).  — Київ: «Пролетар», 1931.

## Виноски
1. ↑  ДА СБУ, спр. 69251—ФП, т.8, арк.79.

### Твори Пісоцького-Річицького
- Од демократії до комунізму (1919–1920)
- III Інтернаціонал і колоніяльна проблема (1920)
- Господарство і культура (1920)
- Наш спір (1921)
- Тарас Шевченко в світлі епохи (1923)
- Володимир Винниченко в літературі й політиці (1930)

### Про нього
- Річицький Андрій // Шевченківська енциклопедія : у 6 т. / Гол. ред. М. Г. Жулинський. — Київ : Ін-т літератури ім. Т. Г. Шевченка, 2015. — Т. 5 : Пе—С. — С. 494.
- Річинський Андрій // Українська мала енциклопедія : 16 кн. : у 8 т. / проф. Є. Онацький. — Накладом Адміністратури УАПЦ в Аргентині. — Буенос-Айрес, 1964. — Т. 7, кн. XIII : Літери Риз — Се. — С. 1604. — 1000 екз.
- Олександр Рубльов, Михайло Фельбаба, Долі співробітників «УРЕ» на тлі репресивної політики 30-х років
- Іменем закону